# London Underground A60 Stock
Die Baureihe A (engl. A-Stock) der London Underground war ein in zwei Lieferserien (A60 und A62) beschaffter Fahrzeugtyp für das Großprofil (Sub Surface lines) der Londoner U-Bahn, der auf der Metropolitan Line und der East London Line eingesetzt wurde. Die Baureihenbezeichnung nimmt Bezug auf die Elektrifizierung der Strecke bis Amersham.

## Beschaffung
Im Rahmen des New Works Programme wurde die Metropolitan Line in den Jahren 1956 bis 1962 zwischen Wembley Park und Moor Park viergleisig ausgebaut und der Abschnitt ab Rickmansworth bis Amersham, einschließlich der Zweigstrecke nach Chesham, elektrifiziert. Um den hierdurch gestiegenen Fahrzeugbedarf zu decken und die ältesten Baureihen aus den 1920er Jahren ablösen zu können, wurden daher neue Fahrzeuge benötigt.

## Wagenbauliches
Jede Einheit bestand aus vier fest miteinander gekuppelten vierachsigen Wagen, die betrieblich nicht getrennt werden konnten. Die Endwagen waren Triebwagen mit je einem Führerstand, die Mittelwagen waren antriebslose Beiwagen. Üblicherweise wurden Acht-Wagen-Züge eingesetzt, die jeweils aus zwei Einheiten gebildet wurden, lediglich auf der East London Line und dem Shuttle zwischen Chalfont & Latimer und Chesham kamen Vier-Wagen-Züge zum Einsatz. Die Höchstgeschwindigkeit der Züge betrug anfangs 110 km/h (70 mph), wurde jedoch später auf 80 km/h (50 mph) herabgesetzt.

### Wagenkasten
Der Wagenkasten war überwiegend aus Aluminium gefertigt, lediglich im Bereich der Haupt- und der Kopfquerträger kam aus statischen Gründen Stahl zum Einsatz. Der obere Teil des Wagenkastens (Stirn- und Seitenwände, sowie das Dach) war eine genietete Aluminiumkonstruktion.
Der Beiwagen hatte drei Doppelschiebetüren je Seite, der Triebwagen zwei Doppelschiebetüren und eine einflüglige Schiebetür, die allesamt als Taschenschiebetüren ausgeführt waren, wobei die Türtaschen innen und außen mit Fenstern versehen waren. Die Türen wiesen keine Bedienelemente auf, das Öffnen und Schließen erfolgte zentral durch den Zugbegleiter, bzw. nach der Umrüstung auf Einmannbetrieb durch den Fahrer.
Aufgrund der großen Stationsabstände und der langen Reisezeiten auf der Metropolitan Line verfügten die Fahrzeuge über Quersitze in 3+2-Anordnung, sodass insgesamt 448 Sitzplätze je Acht-Wagen-Zug zur Verfügung standen, also fast 50 % mehr, als bei der Nachfolge-Baureihe S8. Am hinteren Ende des Triebwagens waren außerdem vier Klappsitze vorhanden. Oberhalb der Fenster befanden sich Gepäckablagen und Garderobenhaken.

### Drehgestelle
Die Drehgestellrahmen bestanden aus geschweißten Stahlträgern, die miteinander vernietet waren. Die Primärfederung erfolgte über Gummi-Metallfedern, die Sekundärfederung wurde durch Gummi-Metall-Federn zwischen Rahmen und Wiege realisiert. Je Rad waren zwei Bremsklötze vorhanden. Die Triebdrehgestelle verfügten über jeweils zwei Tatzlagermotoren. Längs- und Querkräfte wurden über einen Drehzapfen übertragen, die seitliche Abstützung (Wankabstützung) erfolgte über Gleitlager zwischen Wiege und Wagenkasten.

### Elektrische Ausrüstung
Die Energieversorgung erfolgte über das bei der Londoner U-Bahn übliche System mit zwei Stromschienen: Eine mittlere Stromschiene mit -210 Volt und eine seitliche Stromschiene mit +420 Volt, aus denen sich eine Nennspannung von 630 Volt ergibt.
Zum Antrieb dienten vier Gleichstrom-Reihenschluss-Motoren pro Triebwagen. Die beiden Fahrmotoren eines jeden Drehgestells waren permanent in Reihe geschaltet. Zur Leistungssteuerung verfügte jeder Triebwagen über ein pneumatisch angetriebenes Schaltwerk mit Parallel/Reihe-Umschaltung und zwei Feldschwächungsstufen.
Die Bordnetzversorgung wurde über einen rotierenden Umformer pro Triebwagen bereitgestellt.

## Umbau und Modernisierung
In den Jahren 1985 bis 1986 wurden insgesamt 112 der ursprünglich 116 Einheiten auf Einmannbetrieb umgerüstet. Fuhren die Züge bis dato noch mit einem Zugbegleiter, der unter anderem für die Abfertigung und das Öffnen und Schließen der Türen zuständig war, wurden diese Aufgaben von da an den Fahrer übertragen, wofür der Führerstand entsprechend ausgerüstet wurde. Der Arbeitsplatz des Zugbegleiters, der sich jeweils am Kurzkupplungsende des Triebwagens befand, entfiel hierbei und wurde später im Rahmen der Modernisierung (s. u.) vollständig rückgebaut. Da hierbei nicht alle Triebwagen entsprechend umgebaut wurden, gab es fortan welche, die nur in Zugmitte laufen durften.
In den Jahren 1994 bis 1997 wurden die Fahrzeuge im Adtranzwerk in Derby umfassend modernisiert. Die Wagen wurden entsprechend der Corporate Identity der London Underground in den Farben Weiß, Blau und Rot lackiert, das Dach in Hellgrau. Der Fahrgastraum wurde überarbeitet und erhielt neue Sitzpolster und Haltestangen in der Linienfarbe der Metropolitan Line. Um das Sicherheitsgefühl der Fahrgäste zu erhöhen, wurde der inzwischen nicht mehr genutzte Arbeitsplatz des Zugbegleiters vollständig zurückgebaut und an den Wagenenden Fenster nachgerüstet, die den Durchblick in den benachbarten Wagen erleichtern, welcher bisher nur durch das schmale Fenster in der Schlupftür möglich war.
Zwischen den Wagen wurden flexible Restraumabschlüsse nachgerüstet, um die Gefahr zu minimieren, dass Fahrgäste vom Bahnsteig zwischen die Wagen stürzen.

## Ausmusterung
Zum Zeitpunkt ihrer Ausmusterung waren die Fahrzeuge teilweise über 50 Jahre im Einsatz und somit die ältesten Fahrzeuge der Londoner U-Bahn. Mit dem steigenden Alter der Fahrzeuge wurde die Ersatzteilversorgung schwieriger und die Instandhaltung zunehmend aufwändiger. Daher wurde die Baureihe A ab 2010 als erste der damals drei betriebenen Sub-Surface-Baureihen durch die neue Baureihe S ersetzt.
Der letzte Einsatz im Fahrgastbetrieb erfolgte am 26. September 2012. Drei Tage später wurde, organisiert vom London Transport Museum, eine Abschiedsfahrt durchgeführt, für die ein gesondertes Ticket benötigt wurde. Die Abschiedsfahrt führte von Moorgate über sämtliche Endpunkte der Metropolitan Line nach Wembley Park.
Ein Großteil der Wagen wurde bei CF Booths in Rotherham verschrottet.

## Bildergalerie

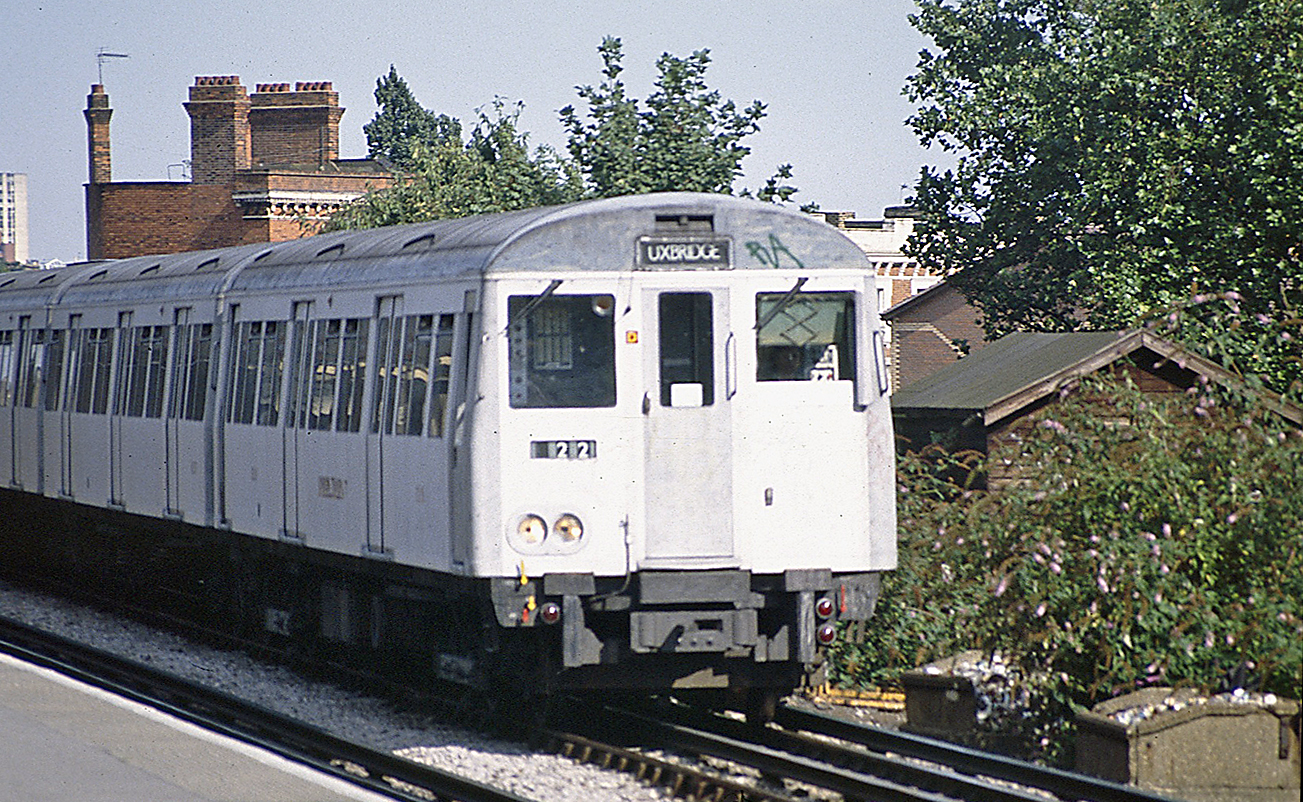
Unmodernisierter Zug
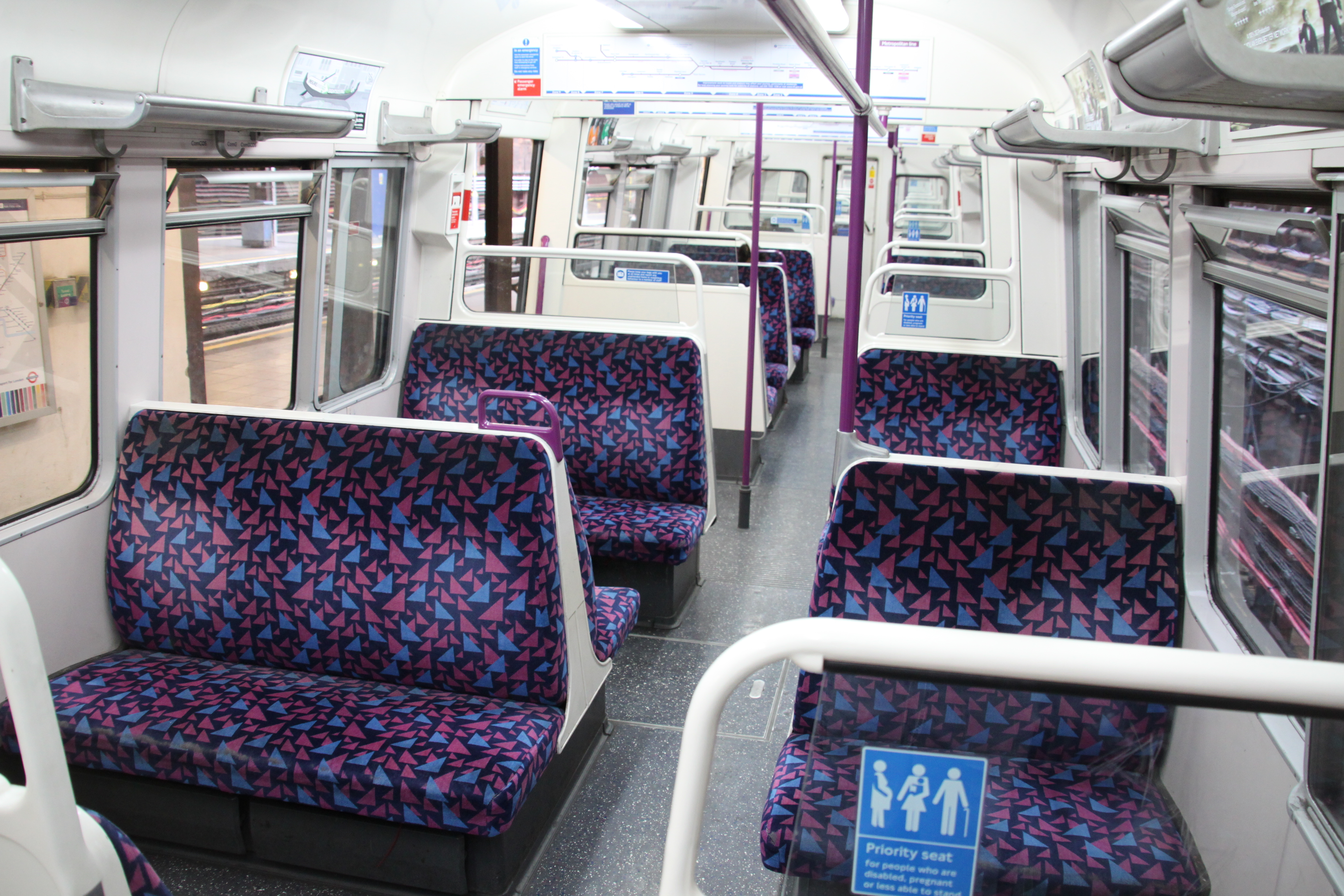
Innenansicht eines modernisierten Zuges
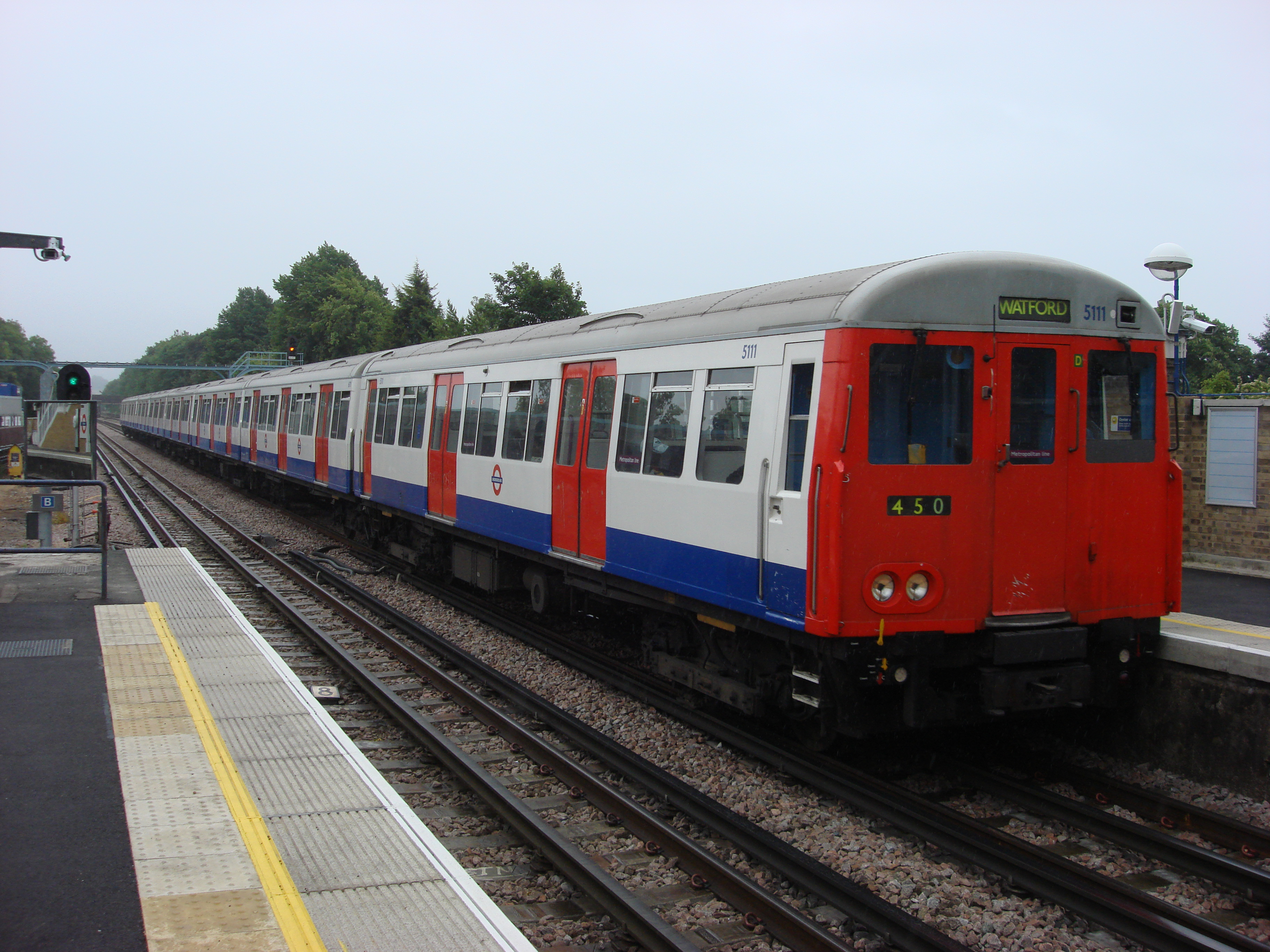
Modernisierter Zug

- Unmodernisierter Zug
- Innenansicht eines modernisierten Zuges
- Modernisierter Zug